# Casa del carrer de Bellmunt, 1 (Sant Pere de Torelló)
La Casa del carrer de Bellmunt, 1 és una obra de Sant Pere de Torelló (Osona) protegida com a Bé Cultural d'Interès Local.

## Descripció
Casa que fa cantonada, restaurada recentment conservant part de les obertures originals. A la porta principal es conserva una llinda amb la inscripció: "JOSEP CAMPAS 17032 i una creu gravada al centre. Al primer pis s'han conservat dues finestres amb llinda d'un sol carreu de pedra, carreus de pedra ben tallats i desiguals als brancals, i ampitadors desiguals. La finestra situada sobre la porta principal conserva una inscripció a la llinda: "AVE MARÍA SIN PECADO CONCEBIDA", amb la data de 1704; i l'altra finestra té la data de 1732 gravada a la llinda. A la planta baixa destaca una finestra amb la llinda de fusta on hi ha gravada una creu i la data de 1697.

## Història
Aquesta casa fou construïda a mitjans de segle xvii, quan amb la industrialització incipient es repoblà la zona de Sant Pere, pràcticament abandonada durant els segles xiv i xv. Per a seva situació està relacionada amb el carrer de Bellmunt, antic camí del Santuari, especialment actiu a partir del segle xvi. La casa fou modificada en diverses ocasions. Les dates gravades a les llindes de les obertures ens ofereixen una gràfica seqüència de les etapes constructives de l'edifici: 1694, 1703, 1704, 1732.
Ha estat restaurada recentment però ha conservat les llindes de les antigues obertures més representatives.